# Hippasa elienae
Hippasa elienae là một loài nhện trong họ Lycosidae.
Loài này thuộc chi Hippasa. Hippasa elienae được Mark Alderweireldt & Rudy Jocqué miêu tả năm 2005.